# عائلة بشير
عائلة بشير هي عائلة فنية مكسيكية من أصل لبناني.
تشمل:
- أليخاندرو بشير، زوج ماريكروز
- ماريكروز ناخيرا، زوجة أليخاندرو
- برونو بشير، ابن ماريكروز وأليخاندرو
- ديميان بشير، ابن ماريكروز وأليخاندرو
- أوديسيو بشير، ابن ماريكروز وأليخاندرو